# Gobichernes hutsoni
Gobichernes hutsoni es una especie de arácnido  del orden Pseudoscorpionida de la familia Chernetidae.

## Distribución geográfica
Se encuentra en Wyoming (Estados Unidos).